# Ducati 851
La Ducati 851 è un modello di motocicletta presentato dalla casa motociclistica Ducati nel 1987 e progettato dall'ing. Massimo Bordi ed è stato il primo modello nuovo presentato dopo l'acquisizione della stessa da parte della Cagiva, avvenuta nel maggio 1985. Il nome «851» è l'esatta cilindrata del motore e inaugura la tradizione Ducati, riservata alle sportive stradali, di utilizzare questo dato per dare il nome al modello. 
La Ducati 851 segna profondamente la storia della Ducati. È la capostipite della nuova generazione di bicilindriche di Borgo Panigale,  dopo la fama derivata dalle gare di Superbike, la Ducati utilizzò lo stesso progetto per far nascere prima la 888 e poi la 916, importantissimi per le gare. Ma commercialmente ben più importante fu il progetto Monster, di cui condivide il telaio, e l'intera ciclistica, abbinato inizialmente allo storico motore due valvole raffreddato ad aria.

## Il contesto
I fratelli Castiglioni, proprietari della Cagiva, decisero di effettuare nuovi investimenti per rilanciare il livello tecnico del marchio per poter competere con le case giapponesi. Si avallò quindi la realizzazione di un nuovo motore a 4 tempi, nella configurazione di bicilindrico a L con distribuzione desmodromica e raffreddato a liquido, che segnerà l'inizio di tutta una serie di modelli con la stessa impostazione di base.
Claudio Castiglioni, appena arrivato in Ducati, fresco di presidenza, riunisce gli ingegneri ed i dirigenti, i quali, dopo anni di staticità non vedono l'ora di proporre a Claudio i nuovi progetti di motori pluricilindrici in linea.
Castiglioni, essendo un vero appassionato di moto e di corse, aveva ben in mente che cosa voleva, e dove voleva arrivare. Fiero e memore degli antichi successi delle Ducati negli anni d'oro, chiama gli ingegneri e vuole fortemente l'architettura del motore, ma vuole una moto modernissima in grado di vincere le gare. Nasce la 851.
Il telaio in tubi al cromo-molibdeno viene riprogettato, avvolgendo il motore, il quale non ha più solo la funzione di fornire la potenza, ma è anche elemento stressato fungendo anche da supporto al forcellone posteriore.
Nella versione destinata alle competizioni, la 851 ha partecipato a varie annate del campionato mondiale Superbike fin da quello del 1988 con alla guida Marco Lucchinelli
. Nel 1990 viene portata in gara da Giancarlo Falappa e Raymond Roche nel team ufficiale, con il francese Roche che conquista nella stessa stagione il primo mondiale piloti per la Ducati. Nel complesso i due piloti realizzano con questo modello nove vittorie, otto di Roche ed una di Falappa.
La prima serie del 1988 si chiama solo 851, è detta tricolore per la sua inconfondibile colorazione italiana, la succede nel 1989 la 851 Superbike (S3) nei colori tradizionali, che monta le forcelle tradizionali Marzocchi M1R. Nel 1990 viene modificata con un aumento della potenza e la forcella Showa a steli rovesciati, i fianchetti sono più rastremati. 
Nel 1991 viene sostituita dalla 888, che ha prestazioni più elevate ma non stravolge troppo le linee di questo modello. Ha i fianchetti più rastremati ed il portanumero nel codino

## Tecnica

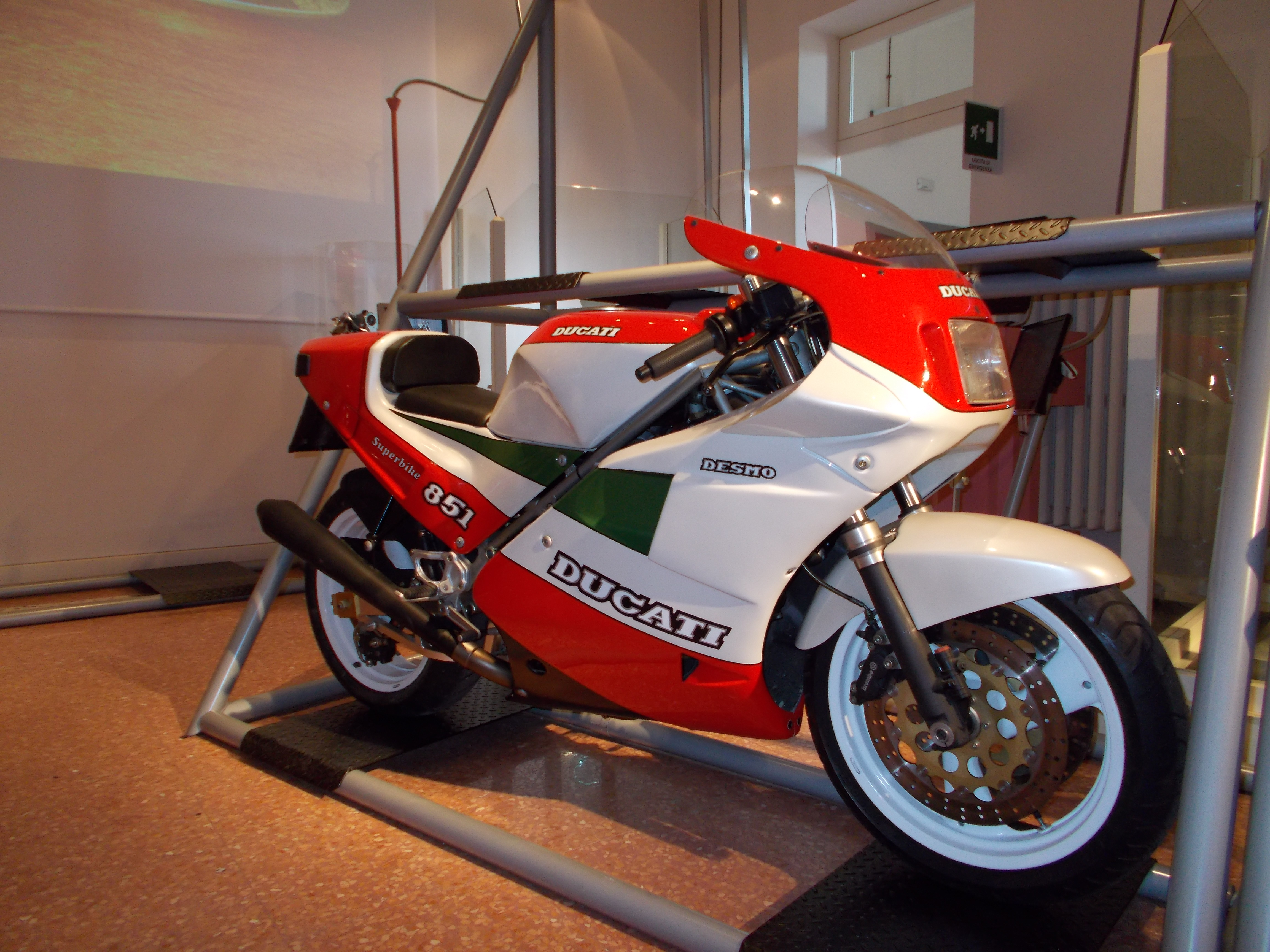
Una Ducati 851 Tricolore

La maggiore innovazione apportata al motore fu l'introduzione della nuova testata e cilindri sul basamento della precedente Ducati 750 F1 (a sua volta derivata dalla Ducati Pantah), per superare i limiti tecnici di quella vecchia che aveva solo due valvole ed era raffreddata ad aria. Il progettista, l'ing. Massimo Bordi, aveva già nel cassetto il suo progetto per una testata desmodromica plurivalvole, che aveva redatto nel 1973 come sua tesi di laurea all'Università di Bologna, e all'arrivo dei nuovi proprietari vi rimise mano aggiornandolo e battezzandolo Desmoquattro, dopo averlo confrontato con altri suoi studi su distribuzioni a 4, 5 o 6 valvole con richiamo a molla. L'allora consulente tecnico della Ducati e direttore tecnico uscente, l'ing. Fabio Taglioni, era contrario a tale scelta, avendo egli proposto l'adozione di un motore a una configurazione V4 per la nuova moto (il progetto Ducati Bipantah, cancellato alla fine del 1982 dalla VM Motori, allora proprietaria della casa bolognese), ma i risultati al banco prova diedero ragione al suo giovane allievo.
Il primo prototipo del Desmoquattro fu realizzato con la collaborazione della Cosworth sulla base della Ducati 750 F1 da competizione che aveva vinto il campionato italiano Formula TT del 1985 con Virginio Ferrari e la moto con questo motore, che aveva anch'esso una cilindrata di soli 748 cm³, venne iscritta al Bol d'Or nel 1986. I motoristi inglesi sostenevano di poter ridurre ulteriormente l'angolo incluso tra le valvole se avessero potuto rinunciare alla distribuzione desmodromica, ma la Ducati scelse di restare fedele alle proprie convinzioni tecniche, accettandone pregi e difetti. Sulla versione successiva si adottò un basamento rinforzato accoppiato a cilindri con alesaggio maggiorato a 92 mm (cilindrata totale 851 cc) e le teste e le valvole del prototipo furono ritoccate per adeguarsi ad esso.
Problemi di forniture, però, fecero sì che la moto di serie venisse commercializzata in un primo momento con ruote da 16 pollici al posto di quelle da 17 pollici con cui era stata inizialmente concepita (che però facevano parte del kit Superbike insieme ad altri componenti, tra cui spiccava il forcellone con capriata di rinforzo) e tale compromesso diede alla moto, riconoscibile dalla livrea tricolore, una guidabilità tutt'altro che soddiscacente. A partire dal 1988 l'adozione delle ruote giuste e tutta una serie di ritocchi alle sospensioni e al motore risolsero i problemi di gioventù di questa moto, ora dipinta con la classica livrea "rosso corsa", decretando la nascita di una delle moto sportive più apprezzate e vincenti di quei tempi.